# Lista de fármacos
Esta lista reúne os fármacos, utilizados pela medicina no tratamento, profilaxia e cura de doenças. São listados os nomes das substâncias, por ordem alfabética. Não estão incluídas as diversas marcas comerciais, somente princípios ativos devem constar nesta lista não exaustiva.
Um fármaco é uma substância quimicamente definida com propriedades terapêuticas.

## A

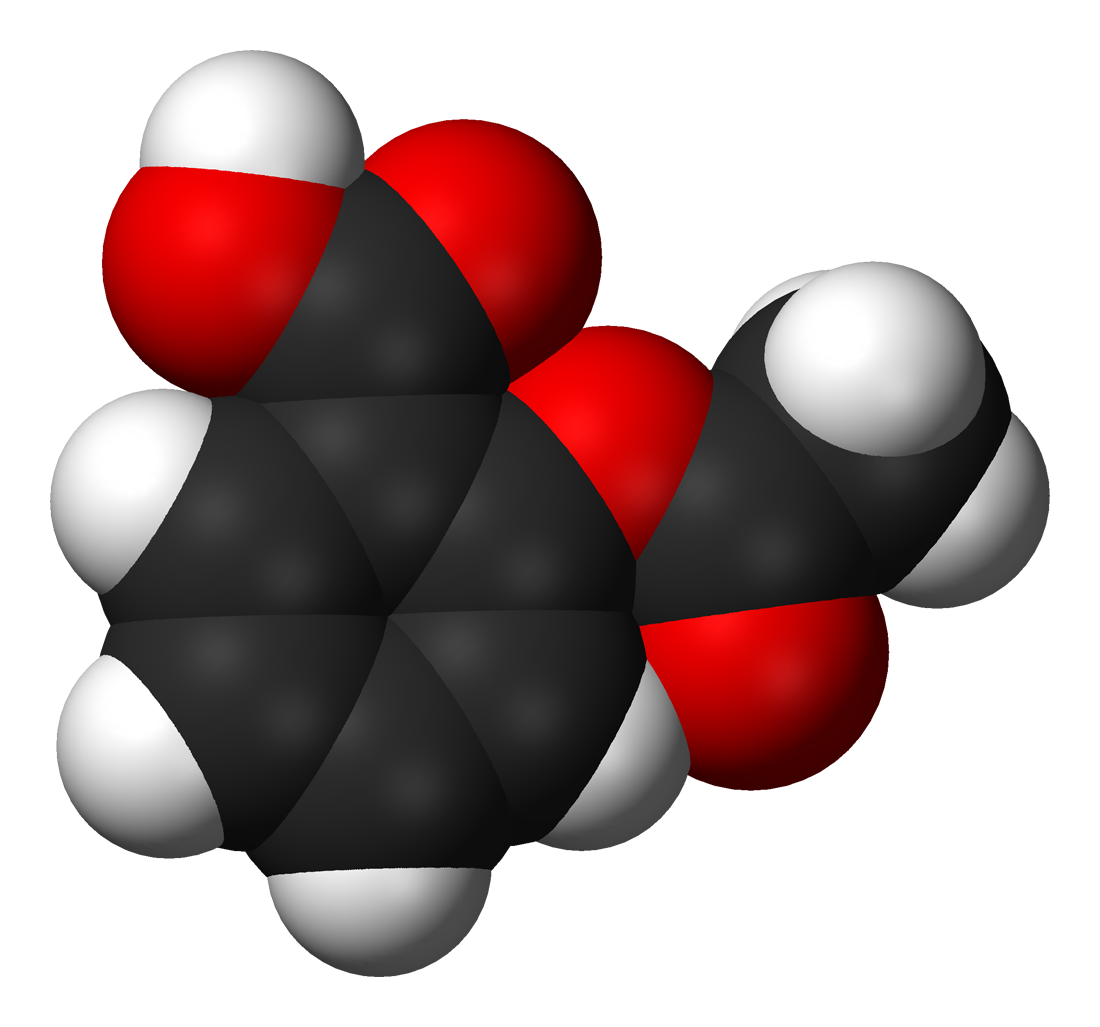
Estrutura molecular do ácido acetilsalicílico

- Abacavir - antirretroviral (antiviral contra o HIV)
- Abciximabe - Anticoagulante
- Abiraterone - Tratamento do câncer de próstata
- Acamprosato - Análogo gabamimético
- Acebrofilina - Mucolítico
- Acebutolol - Anti-hipertensivo, antiarrítmico
- Aceclofenaco - Anti-inflamatório, analgésico
- Acemetacina - Anti-inflamatório, analgésico não esteroide
- Acenocumarol - Anticoagulante oral cumarínico
- Acetamidoexanoico, ácido - Cicatrizante
- Acetato de eslicarbazepina - antiepiléptico
- Acetato de glatirâmero - Esclerose múltipla
- Acetazolamida - Antiglaucomatoso, anticonvulsivo.
- Acético, Ácido - Antimicrobiano ótico, adstringente
- Acetilcarnitina - Neurotrófico, reativador neuronal
- Acetilcisteína - Mucolítico, antídoto para a superdose com paracetamol
- Acetilcolina - Miótico
- Acetilespiramicina - antibiótico
- Acetoexamida- Andiabético
- Acetilsalicílico, ácido - Analgésico, anti-inflamatório, antipirético
- Acexâmico, ácido - Cicatrizante
- Aciclovir - Antiviral seletivo contra vírus da herpes
- Acitretina - Retinoide para o tratamento oral da psoríase grave e dos distúrbios graves da queratinização.
- Adalimumabe - Inibidor do fator de necrose tumoral
- Adapaleno - Antiacneico
- Adenosilmetionina - Protetor hepático
- Albendazol - Anti-helmíntico
- Albumina humana - Expansor do volume plasmático
- Alcurônio, cloreto - Relaxante muscular
- Alemtuzumabe - Antineoplásico
- Alendrônico, ácido - Antiosteoporótico
- Alfacalcidol - Regulador do equilíbrio do cálcio e do fosfato
- Alfentanila - Analgésico.
- Alfuzosina - Bloqueador adrenérgico, hipertrofia prostática benigna
- Alilestrenol - Progestagênio
- Aliscireno - Anti-hipertensivo
- Aliscireno + hidroclorotiazida - Anti-hipertensivo
- Alizaprida - Antiemético
- Almitrina - Anti-hipoxêmico
- Alopurinol - Hipouricemiante, antigotoso
- Alossetrona - Inibidor dos receptores 5-HT3
- Alprazolam - Ansiolítico
- Alprostadil - Vasodilatador
- Alteplase - Antitrombótico
- Altretamina - Antitrombótico
- Alumínio, hidróxido - Antiácido
- Amantadina - Antiviral, antiparkinsoniano
- Ambroxol - Mucolítico
- Amezinio - Anti-hipotensor
- Amicacina - Antibiótico aminoglicosídeo
- Amifostina - Citoprotetor
- Amilorida - Diurético, retentor de potássio, anti-hipertensivo
- Aminaftona - Protetor vascular
- Amineptina - Antidepressivo
- Aminoácidos - Nutrientes
- Aminocaproico, ácido - Anti-hemorrágico
- Aminofilina - Broncodilatador
- Aminoglutetimida - Antiadrenal. Inibidor da biossíntese de esteroides. Antineoplásico
- Amiodarona - Antiarrítmico
- Amissulprida - Antipsicóticos
- Amitriptilina - Antidepressivo tricíclico
- Amobarbital - Sedativo hipnótico e anticonvulsivante
- Amônio, lactato - Hidratante dérmico tópico
- Amônio, molibdato - Oligonutriente
- Amorolfina - Antimicótico tópico
- Amoxapina - Antidepressivo tricíclico
- Amoxicilina - Antibacteriano
- Ampicilina - Antibacteriano sistêmico
- Amprenavir - Antiviral
- Anastrozol - Antiestrogênico
- Ancinonida - Corticoide tópico
- Anfepramona - Anorexígeno
- Anfotericina B - Antifúngico, antiprotozoário
- Aniracetam - Agente neurotrófico
- Anlodipino - Anti-hipertensivo. Antianginoso
- Anrinona - Inotrópico cardíaco
- Antitrombina III - Anticoagulante
- Apomorfina - Disfunção erétil
- Apraclonidina - Anti-hipertensivo oftálmico
- Aprepitanto - Antiemético
- Aprotinina - Inibidor de proteases
- Arbecacina - Antibiótico
- Arginina - Aminoácido neurotrófico. Agente de diagnóstico
- Aripiprazol - Antipsicótico
- Ascórbico, ácido - Anti-infeccioso. Antioxidante
- Asparaginase - Antileucêmico
- Astemizol - Anti-histamínico. Antialérgico
- Atazanavir - Antirretroviral anti-HIV
- Atenolol - Anti-hipertensivo. Bloqueador beta-adrenérgico
- Atomoxetina - Neurotônico
- Atorvastatina - Hipocolesterolêmico
- Atracúrio - Relaxante muscular não despolarizante, curarizante
- Atropina, sulfato - Antimuscarínico
- Auranofina - Antirreumático
- Azapetina - Vasodilatador periférico
- Azapropazona - Analgésico, anti-inflamatório e hipouricemiante
- Azatioprina - Imunossupressor, antirreumático
- Azelaico, ácido - Antiacneico
- Azelastina - Anti-histamínico
- Azitromicina - Antibiótico
- Aztreonam - Antibiótico

## B
- Bacampicilina - Antibiótico
- Bacitracina - Antibiótico (tópico)
- Baclofeno - Relaxante muscular
- Bametano - Vasodilatador não sistêmico
- Barbexaclona - Antiepilético
- Bário, sulfato - Contraste radiológico
- Belimumab - Tratamento do lúpus
- Barnidipina - Anti-hipertensivo
- Basiliximabe - Imunossupressor
- Becaplermina - Cicatrizante
- Beclometasona - Antiasmático, corticosteroide
- Bemiparina - Anticoagulante
- Benazepril - Anti-hipertensivo
- Bendroflumetiazida - Diurético, anti-hipertensivo
- Benfluorex - Hipolipemiante
- Bentazepam - Antidepressivo
- Benzalcônio - Antisséptico
- Benzbromarona - Uricosúrico
- Benzidamina - Analgésico e anti-inflamatório
- Benzila, benzoato - Escabicida
- Benzilpenicilina benzatina - Antibiótico
- Benzilpenicilina procaína - Antibiótico
- Benzilpenicilina sódica - Antibiótico
- Benzilpenicilina clemizol - Antibiótico
- Benznidazol - Antichagásico
- Benzocaína - Anestésico local
- Benzoíla, peróxido - Antiacneico
- Benzonatato - Antitussígeno
- Beractanto - Tensoativo pulmonar
- Betacaroteno - Antifotossensibilizante
- Betametasona - Anti-inflamatório glicocorticoide
- Betaxolol - Antiglaucomatoso
- Bevacizumabe - Antineoplásico
- Bezafibrato - Hipolipemiante
- Bicalutamida - Antineoplásico
- Bifemelano - Nootrópico
- Bifonazol - Antimicótico
- Bimatoprosta - Antiglaucomatoso
- Biotina - Vitamina
- Biperideno - Antidiscinético
- Bisacodil - Laxante
- Bisoprolol - Bloqueador beta-1
- Bleomicina - Antineoplásico
- Bortezomibe - Antineoplásico
- Bremelanotide - Estimulante ou afrodisíaco feminino
- Brimonidina - Anti-hipertensivo ocular
- Bromazepam - Ansiolítico
- Bromexina - Mucolítico
- Bromocriptina - Inibidor da prolactina
- Bromperidol - Neuroléptico
- Bronfeniramina - Anti-histamínico H1
- Buclizina - Antiemético
- Budesonida - Antialérgico, corticosteroide
- Bufenina - Vasodilatador
- Bufexamaco - Anti-inflamatório
- Buflomedil - Vasodilatador
- Bumetanida - Diurético, anti-hipertensivo
- Bupivacaína - Anestésico local
- Buprenorfina - Opiáceo, analgésico
- Bupropiona - Antidepressivo
- Buserelina - Estimulante gonadal, anticoncepcional
- Buspirona - Ansiolítico
- Bussulfano - Antineoplásico
- Butoconazol - Antimicótico tópico
- Butorfanol - Analgésico opioide

## C
- Cabergolina - Inibidor da secreção de prolactina
- Cafeína - Estimulante central
- Cálcico, fosamprenavir - Antiviral
- Calamina - Tratamento de queimaduras
- Cálcio - Nutriente
- Calcipotriol - Antipsoriásico
- Calcitonina sintética - Regulação da homeostase mineral
- Calcitriol - Anti-hipocalcêmico
- Cambendazol - Antiparasitário
- Canabidiol - Anticonvulsivo
- Canamicina - Antibiótico aminoglicosídeo
- Candesartan - Anti-hipertensivo
- Capecitabina - Antineoplásico
- Captopril - Anti-hipertensivo
- Carbacol - Miótico, colinérgico
- Carbamazepina - Anticonvulsivo
- Carbenicilina - Antibiótico
- Carbenoxolona - Micotrófico
- Carbidopa+levodopa - mal de Parkinson
- Carbinoxamina - Anti-histamínico, bloqueador de H1
- Carbocisteína - Expectorante
- Carboplatina - Antineoplásico
- Carisoprodol - Relaxante muscular
- Carmustina - Antineoplásico
- Carnitina - Regularizador do metabolismo muscular
- Carteolol - Anti-hipertensivo
- Carvão ativado - Adsorvente
- Carvedilol - Bloqueador alfa e beta. Anti-hipertensivo
- Caspofungina - Antimicótico
- Cefaclor - Antibiótico
- Cefadroxila - Antibiótico
- Cefalexina - Antibiótico
- Cefalotina - Antibiótico, do grupo da cefalosporinas
- Cefatrizina - Antibiótico
- Cefazolina - Antibiótico
- Cefepima - Antibiótico
- Cefetamete pivoxila - Antibiótico
- Cefixima - Antibiótico, do grupo das cefalosporinas
- Cefodizima - Antibiótico, do grupo das cefalosporinas
- Cefonicida - Antibiótico
- Cefoperazona - Antibiótico
- Cefotaxima - Antibiótico, cefalosporina de terceira geração
- Cefoxitina sódica - Antibiótico
- Cefpiroma - Antibiótico
- Cefpodoxima - Antibiótico
- Cefprozila - Antibiótico cefalosporínico
- Cefradina - Antibiótico
- Ceftazidima - Antibiótico
- Ceftibuteno - Cefalosporina semissintética de terceira geração
- Ceftizoxima - Antibiótico
- Ceftriaxona - Antibiótico cefalosporínico
- Cefuroxima - Bactericida
- Celecoxibe - Anti-inflamatório, antirreumático
- Celiprolol - Anti-hipertensivo, antianginoso
- Cerivastatina - Anti-hipertensivo, antianginoso
- Cetamina - Anestésico geral
- Cetanserina - Anti-hipertensivo. Antagonista serotoninérgico dos receptores
- Cetazolam - Ansiolítico
- Cetirizina - Antialérgico. Anti-histamínico H1
- Cetoconazol - Antifúngico.
- Cetoprofeno - Anti-inflamatório. Antirreumático. Analgésico
- Cetorolaco de trometamina - Analgésico, anti-inflamatório
- Cetotifeno - Anti-histamínico
- Cetrimida - Antisséptico
- Cetuximabe - Relaxante muscular
- Ciclesonida
- Ciclobenzaprina - Miorrelaxante
- Ciclofosfamida - Antineoplásico
- Ciclonamina - Hemostático, protetor de vasos capilares
- Ciclopentolato - Midríatico
- Ciclopirox - Antifúngico
- Ciclosporina - Imunossupressor
- Ciclotiazida - Diurético
- Cidofovir - Antiviral
- Cilazapril - Anti-hipertensivo
- Cilostazol - Antiagregante plaquetário
- Cimetidina - Antagonista H2
- Cinamedrina - Antiespasmódico
- Cinamético, ácido - Colerético e relaxante do esfíncter de Oddi
- Cinarizina - Vasodilatador cerebral, antivertiginoso e anti-histamínico
- Cinitaprida - Gastrocinético
- Ciproeptadina - Anti-histamínico
- Ciprofibrato - Hipolipemiante
- Ciprofloxacino - Antimicrobiano pertencente ao grupo das quinolonas
- Ciproterona - Antiandrógeno, antineoplásico
- Cisaprida - Gastrocinético
- Cisatracúrio - Bloqueador neuromuscular não despolarizante
- Cisplatina - Antineoplásico
- Cisteína - Nutriente
- Citalopram - Antidepressivo
- Citarabina - Antineoplásico
- Citicolina - Reconstituinte cerebral
- Cladribina - Antileucêmico
- Claritromicina - Antibiótico
- Clavulânico, ácido - Inibidos de betalactamases
- Cleboprida - Regulador da aergofagia e do meteorismo
- Clenbuterol - Broncodilatador, agonista beta
- Clemastina - Anti-histamínico
- Clidínio - Anticolinérgico, antiespasmódico
- Clindamicina - Antibiótico
- Clioquinol - Antibacteriano, antifúngico
- Clobazam - Tranquilizante, ansiolítico
- Clobetasol - Corticosteroide tópico
- Clobetasona - Corticoide tópico
- Clobutinol - Antitussígeno
- Clodrônico, ácido - Protetor ósseo
- Clofedanol - Antitussígeno
- Clofibrato - Anti-hiperlipidêmico
- Clometiazol - Hipnótico, sedativo
- Clomifeno - Estimulante da ovulação
- Clomipramina - Antidepressivo tricíclico
- Clonazepam - Ansiolítico
- Clonidina - Anti-hipertensivo
- Clonixina - Analgésico, anti-inflamatório, antipirético
- Cloperastina - Antitussígeno
- Clopidogrel - Antiagregante plaquetário
- Cloprednol - Glicocorticoide
- Clorambucila - Antineoplásico
- Cloranfenicol - Antibiótico sistêmico
- Clorazepato dipotássico - Ansiolítico, miorrelaxante, anticonvulsionante
- Clordiazepóxido - Ansiolítico, sedante hipnótico
- Clorfenesina - Relaxante muscular esquelético
- Clormadinona - Progestágeno
- Clormezanona - Ansiolítico
- Cloroquina - Antiparasitário, antimalárico, antiamebiano
- Cloroxilenol - Antisséptico
- Clorpromazina - Antipsicótico, antiemético
- Clorpropamida - Hipoglicemiante oral
- Clortalidona - Anti-hipertensivo, diurético
- Clorzoxazona - Relaxante muscular
- Clotiapina - Antipsicótico, antiemético
- Clotrimazol - Tratamento de micoses e fungos
- Cloxacilina -
- Cloxazolam - Ansiolítico, miorrelaxante
- Clozapina - Antipsicótico
- Codeína - Analgésico, antitussígeno
- Codergocrina - Ativador do metabolismo cerebral
- Colagenase - Cicatrizante
- Colágeno liofilizado - Cicatrizante
- Colchicina - Pigmento usado para análises clínicas
- Colestiramina (diclofenaco de colestiramina) - Anti-inflamatório
- Colfoscerila - Tensoativo pulmonar
- Colistina - Antibiótico
- Complexo B - Vitamínico
- Corticotrofina - Estimulante suprarrenal
- Cortivazol - Glicocorticoide
- Cromo - Nutriente
- Cromoglícico - Antialérgico, estimulante dos macrófagos
- Crospovidona - Antidiarreico

## D
- Dacarbazina - antineoplásico
- Daclizumabe - antineoplásico
- Dactinomicina - antineoplásico
- Danazol - angiodema
- Dantrona - laxante
- Dapsona - antibiótico
- Dasatinibe - antineoplásico
- Daunorrubicina - antineoplásico
- Deferiprona - agente quelante
- Deferoxamina - agente quelante
- Deflazacorte - corticosteroide
- Deidrocólico, ácido
- Delavirdina - antiviral
- Desflurano - anestésico inalatório
- Desipramina - antidepressivo tricíclico
- Desirudina
- Desmopressina - antidiurético
- Desogestrel - hormônio análogo da progesterona
- Desonida - corticosteróide
- Desoxicortona - hormônio esteroide
- Desoximetasona - corticosteróide
- Dexcetoprofeno - anti-inflamatório
- Dexclorfeniramina - anti-histamínico
- Dexfenfluramina - anorexígeno serotoninérgico
- Dexibuprofeno - anti-inflamatório
- Dexmedetomidina - sedativo
- Dexrazoxano - antídoto
- Dextrana
- Dextrometorfano - antitussígeno
- Dextropropoxifeno - analgésico narcótico (opióide)
- Dextrose - glicose
- Diatrizoico, ácido - agente de contraste
- Diazepam - benzodiazepínico (ansiolítico)
- Diazóxido -
- Dibecacina - antibiótico
- Dibucaína - anestésico
- Diciclomina - antiespasmódico
- Dicicloverina - antiespasmódico
- Diclofenaco - analgésico e anti-inflamatório
- Diclorodifluorometano
- Dicloxacilina - antibiótico
- Didanosina - antirretroviral (antiviral contra o HIV)
- Dietilamina - amina
- Dietilestilbestrol - antineoplásico
- Difenidol - antiemético, antivertiginoso
- Difenidramina - anti-histamínico
- Difenil-hidantoína - anticonvulsivante
- Diflorasona - corticosteróide
- Diflucortolona - corticosteróide
- Diflunisal - anti-inflamatórios
- Digitoxina - cardiotônico e antiarrítmico
- Di-hidroergocristina
- Di-hidroergotoxina
- Di-hidrogesterona
- Diltiazem
- Dimenidrinato
- Dimemorfano
- Dimeticona
- Dimetilsulfóxido
- Dimetindeno
- Dimetotiazina
- Dinoprostona
- Diosmina
- Dipiridamol
- Dipirona - analgésico e antipirético
- Dipirona sódica - analgésico e antipirético
- Dipivefrina
- Dipivoxila, adenofovir
- Diritromicina
- Disopiramida
- Desoproxila, tenofovir - antirretroviral (antiviral contra o HIV)
- Dissulfiram
- Ditranol
- Dnase
- Dobutamina
- Docetaxel
- Dolasetrona
- Domperidona
- Donepezila
- Dopamina - neurotransmissor
- Dorzolamida
- Doxazosina
- Doxepina
- Doxiciclina
- Doxorrubicina
- Droperidol
- Dropropizina
- Drotrecogina alfa
- D-tubocurarina
- Dutasterida

## E
- Ebastina - antimuscarínico; anti-histamínico
- Econazol - antifúngico
- edético, ácido
- Efalizumabe
- Efavirenz - antirretroviral (antiviral contra o HIV)
- Efedrina - estimulante adrenérgico
- Eletrólitos orais - minerais (nutrição)
- Elvitegravir - antirretroviral (antiviral contra o HIV)
- Emedastina - anti-histamínico
- Enalapril - anti-hipertensivo
- Enflurano - anestésico
- Enfuvirtida - antirretroviral (antiviral contra o HIV)
- Enoxacina - antibiótico
- Entacapona - inibidor da catecol-O-metiltransferase
- Enxofre - elemento químico
- Epinastina - anti-histamínico
- Epinefrina - hormônio, neurotransmissor
- Epirrubicina - citotóxico (utilizado no tratamento contra câncer, a quimioterapia)
- Epoetina - antianêmico
- Epoprostenol - vasodilatador
- Eptifibatide
- Erdosteína
- Ergocalciferol
- Ergometrina
- Ergotamina
- Eritromicina
- Ertapenem
- Escina
- Escitalopram - antidepressivo (ISRS)
- Escopolamina
- Escopolamina-dipirona
- Esmolol
- Esomeprazol - inibidor da bomba de prótons
- Espectinomicina
- Espironolactona
- Estanozolol
- Estavudina
- Estazolam
- Estradiol
- Estramustina
- Estreptomicina
- Estreptoquinase
- Estriol
- Estrogênios
- Estropipato
- Etambutol
- Etanercepte
- Etidronato
- Etilefrina
- Etinodiol
- Etodolaco
- Etofenamato
- Etofibrato
- Etomidato
- Etopósido
- Etoricoxibe
- Etossuximida
- Etravirine
- Etretinato
- Exemestano

## F
- Famotidina
- Fanciclovir
- Fator IV
- Fator VIII
- Febuprol
- Fedrilato
- Felbamato
- Felodipino
- Femprocumona
- Fenazona
- Fenazopiridina
- Fenilefrina
- Fenilpropanolamina
- Feniltoloxamina
- Feniramina
- Fenobarbital
- Fenofibrato
- Fenolftaleína
- Fenoterol
- Fenoximetilpenicilina (Penicilina V)
- Fentanil
- Fenticonazol
- Fentolamina
- Fepradinol
- Feprazona
- Ferro
- Ferro, fumarato
- Ferro, proteinsuccinilato
- Ferro-dextrana
- Ferrumóxido
- Fexofenadina
- Filgrastim
- Finasterida
- Fisostigmina
- Fitomenadiona
- Flavoxato
- Flecainida
- Fleroxacino
- Flubendazol
- Flucitosina
- Fluconazol
- Fludarabina
- Fludrocortisona
- Fludroxicortida
- Flufenazina
- Flumazenil
- Flunarizina
- Flunisolida
- Flunitrazepam
- Fluocinolona
- Fluocinonida
- Fluocortina
- Fluocortolona
- Fluoresceína
- Fluoreto estanhoso
- Fluormetolona
- Fluoruracila
- Fluoxetina
- Fluoximesterona
- Flupentixol
- Flupirtina
- Flurazepam
- Flurbiprofeno
- Fluspirileno
- Flutamida
- Fluticasona
- Flutrimazol
- Fluvastatina
- Fluvoxamina
- Fólico, ácido
- Folínico, ácido
- Fondaparinux sódico
- Formestano
- Formoterol
- Foscarneto sódico
- Fosfestrol
- Fosfomicina
- Fosinopril
- Fotemustina
- Fulvestranto
- Furazolidona
- Furosemida
- Fusafungina
- Fusídico, ácido

## G
- Gaba - utilizado em conjunto no tratamento da convulsão, é também um ativador do metabolismo cerebral.
- Gabapentina - Anticonvulsionante
- Galamina - Bloqueador neuromuscular
- Galantamina - Tratamento de Alzheimer
- Ganciclovir - Antiviral
- Gangliósidos - Antineurítico
- Ganirelix - Antagonista do GnRH
- Gatifloxacino - Antibacteriano
- Gefitinibe - Antineoplásico
- Gencitabina - Antineoplásico
- Genfibrozila - Antilipêmico
- Gentamicina - Antibiótico
- Gentuzumabe ozogamicina - Antineoplásico
- Gestonorona - Progestagênio
- Ginkgo biloba - Vasodilatador, anti-isquêmico
- Glibenclamida - Hipoglicemiante
- Glicerol - Laxante, diurético, indicação em glaucoma
- Glicerol iodado - Mucolítico
- Gliclazida - Hipoglicemiante
- Glicofosfopeptical - Imunoestimulante
- Glicosamina - Utilizado no tratamento de artrose
- Glimepirida- Hipoglicemiante
- Glicopirrolato -
- Glipizida - Hipoglicemiante
- Gliquidona - Hipoglicemiante
- Glisentida - Hipoglicemiante
- Glucagon - Hiperglicemiante
- Glucametacina - AINE
- Gonadotrofina coriônica - Estimulação de gônadas
- Gosserrelina - Análogo de LHRH
- Gramicidina - Antibacteriano
- Granisetrona - Antiemético
- Griseofulvina - Antifúngico
- Guaifenesina - Expectorante
- Guanetidina - Anti-hipertensivo
- Guanfacina - Anti-hipertensivo

## H
- Halazepam - Ansiolítico
- Haloperidol - Antipsicótico
- Halotano - Anestésico geral (inalação)
- Heparina - Anticoagulante
- Heparina sódica - Anticoagulante
- Hesperidina - Vasculoprotetor
- Hexaclorofeno - Antisséptico
- Hexetidina - Antisséptico
- Hexoprenalina - Inibidor do útero
- Hialuronidase - Difusor tissular
- Hidralazina - Anti-hipertensivo
- Hidroclorotiazida - Diurético tiazídico
- Hidrocodona - Antitussígeno, analgésico
- Hidrocortisona - Corticosteroide
- Hidroquinona - Despigmentador
- Hidrosmina - Protetor vascular
- Hidrotalcita - Antiácido
- Hidroxicloroquina - Antimalárico
- Hidroxiprogesterona - Progestágeno
- Hidroxiureia - Antineoplásico
- Hidroxizina - Bloqueador da histamina (H1)
- Hilano - Analgésico
- Hipérico - Antidepressivo
- Hipromelose - Protetor ocular
- Histamina - Diagnósticos de função gástrica
- Homatropina - Antiespasmódico, inibidor muscarínico
- Hypericum Perforatum - Antidepressivo

## I
- Ibandrônico, ácido
- Ibopamina
- Ibuprofeno
- Idarrubicina
- Idebenona
- Idoxuridina
- Ifosfamida
- Iloprosta
- Imatinibe
- Imipenem
- Imipenem + cilastatina
- Imipramina
- Imiquimode
- Indapamida
- Indinavir
- Indobufeno
- Indometacina
- Infliximabe
- Inosina
- Insulinas
- Interferon alfa
- Interferon beta
- Interferon gama
- Interleucina-2
- Iobitridol
- Iodenafil
- Iodopovidona
- Iodoquinol
- Ioexol
- Ioimbina
- Iopamidol
- Iopanoico, ácido
- Ipratrópio
- Ipriflavona
- Irbesartana
- Irinotecano
- Isoconazol
- Isoflurano
- Isoniazida
- Isoprenalina
- Isospaglúmico
- Isossorbida
- Isotretinoína
- Isoxsuprina
- Isradipino
- Itraconazol
- Ivermectina

## J
- Josamicina - Antibiótico

## L
- Labetalol
- Lacidipina
- Lactitol
- Lamivudina
- Lamotrigina
- Lanreotida
- Lansoprazol
- Latanoprosta
- Lático, ácido
- Leflunomida
- Lenograstim
- Lercanidipino
- Letrozol
- Leuprorrelina
- Levamisol
- Levetiracetam
- Levocabastina
- Levodopa
- Levodropropizina
- Levofloxacino
- Levomepromazina
- Levonorgestrel
- Levonorgestrel-etinilestradiol
- Levotiroxina
- Lidocaína
- Limeciclina
- Lincomicina Antibiótico
- Lindano
- Linestrenol
- Linezolida
- Liotironina
- Lisina
- Lisinopril
- Lisurida
- Lítio
- Lodoxamida
- Lomefloxacino
- Lomustina
- Loperamida
- Loprazolam
- Loracarbefe
- Loratadina
- Lorazepam
- Lormetazepam
- Lornoxicam
- Losartana
- Loteprednol
- Lovastatina
- Loxoprofeno

## M
- Magaldrato
- Magnésio
- Malation
- Manganês
- Manitol
- Maprotilina
- Maraviroc - VIH
- Mazindol
- Mebendazol
- Mebeverina
- Meclociclina
- Medrogestona
- Medroxiprogesterona
- Mefenâmico, ácido
- Mefloquina
- Megestrol
- Melatonina
- Melfalano
- Meloxicam
- Memantina
- Mepartricina
- Mepiramina
- Meprobamato
- Mequitazina
- Mercaptopurina
- Mercúrio
- Meropenem
- Mesalazina
- Mesna
- Mesterolona
- Metadona
- Metaraminol
- Metazolamida
- Metenamina
- Metformina - Antidiabético
- Metildopa
- Metilergonovina
- Metilfenidato
- Metilprednisolona
- Metilrosanilina
- Metiltestosterona
- Metiltionínio
- Metamizol
- Metoclopramida
- Metoprolol
- Metotrexato
- Metoxamina
- Metoxsaleno
- Metronidazol
- Mexiletina
- Mezlocilina
- Mianserina
- Mibefradil
- Micofenolato mofetila
- Miconazol
- Midazolam
- Miglitol
- Milnaciprano
- Milrinona
- Miltefosina
- Minociclina
- Minoxidil
- Miocamicina
- Mirtazapina
- Misoprostol
- Mitomicina
- Mitoxantrona
- Mivacúrio
- Mizolastina
- Moclobemida
- Modafinilo
- Molgramostima
- Molsidomina
- Mometasona
- Montelucaste - tratamento da asma
- Morfina - tratamento sistemático da dor
- Mosaprida
- Moxifloxacino
- Moxisilita
- Moxonidina
- Mupirocina
- Muromonab CD3

## N
- Nabumetona
- Nadifloxacino
- Nadolol
- Nafarrelina
- Nafazolina
- Naftazona
- Naftifina
- Nalbufina
- Nalidíxico
- Naloxona
- Naltrexona
- Nandrolona
- Naproxeno
- Naratriptano
- Natalizumabe - tratamento da esclerose múltipla
- Natamicina
- Nateglinida
- Nebivolol
- Nedocromila
- Nefazodona
- Nelfinavir
- Neomicina
- Neostigmina
- Nepafenaco
- Netilmicina
- Nevirapina
- Nicardipino
- Nicergolina
- Nicotina
- Nicotinamida
- Nicotínico, ácido
- Nifedipino
- Nifurzida
- Nilutamida
- Nimesulida - Anti-inflamatório não esteroide
- Nimodipino
- Nimorazol
- Nisoldipino
- Nistatina
- Nitazoxanida
- Nitrazepam
- Nitrendipino
- Nitrofurantoína
- Nitroglicerina
- Nitroprussiato
- Nizatidina
- Nomegestrol
- Nonoxinol
- Noretisterona
- Norfloxacino
- Norgestrel
- Nortriptilina
- Noscapina

## O
- Octreotida
- Ofloxacino
- Olanzapina
- Óleo de Lorenzo
- Olsalazina
- Omeprazol
- Ondansetrona
- Oprelvecina
- Orciprenalina
- Orfenadrina
- Orgoteína
- Orlistate
- Ornidazol
- Oseltamivir
- Otilônio
- Oxaceprol
- Oxacilina
- Oxaliplatina
- Oxamniquina
- Oxaprozina
- Oxazepam
- Oxcarbazepina
- Oxeladina
- Oxibutinina
- Oxicodona
- Oxiconazol
- Oximetazolina
- Oxitetraciclina
- Ocitocina
- Oxitriptano
- Oxolamina
- Oxolínico, ácido

## P
- Paclitaxel
- Palivizumabe
- Pamidrônico, ácido
- Pancreatina
- Pancrelipase
- Pancurônio
- Panitumumabe
- Pantenol
- Pantoprazol
- Papaverina
- Paracetamol
- Parametasona
- Parecoxibe
- Paricalcitol
- Paroxetina
- Pegvisomanto
- Pembutolol
- Pemetrexede
- Pemolina
- Penciclovir
- Penfluridol
- Penicilamina
- Pentamidina
- Pentazocina
- Pentobarbital
- Pentostatina
- Pentoxifilina
- Pepsina
- Pergolida
- Perindopil
- Permetrina
- Petidina
- Picossulfato sódico
- Pidotimod
- Pilocarpina
- Pimecrolimus
- Pimetixeno
- Pimozida
- Pinavério
- Pioglitazona
- Pipemídico, ácido
- Piperacilina
- Piperacilina-tazobactan
- Pipotiazina
- Piracetam
- Pirantel
- Pirarrubicina
- Pirazinamida
- Pirenoxina
- Piribedil
- Piridostigmina
- Piridoxina
- Pirimetamina
- Pirissudanol
- Piroxicam
- Piroxicam, cinamato
- Pizotifeno
- Plantago psyllium
- Podofilox
- Policosanol
- Polidocanol
- Poligelina
- Polimixina-b
- Potássio
- Pralidoxima
- Pramipexol
- Pramoxina
- Prata, nitrato
- Pravastatina
- Prazepam
- Praziquantel
- Prazosina
- Prednicarbato
- Prednisolona
- Prilocaína
- Primidona
- Probucol
- Procaína
- Procarbazina
- Procaterol
- Prociclidina
- Progesterona
- Proglumetacina
- Promestrieno
- Prometazina
- Propacetamol
- Propafenona
- Propinoxato
- Propofol
- Propranolol
- Protamina
- Protease
- Protirrelina
- Proximetacaína
- Pseudoefedrina

## Q
- Quetiapina - Antipsicótico
- Quimotripsina - Enzima proteolítica
- Quinagolida - Agonista dopaminérgico
- Quinapril - Anti-hipertensivo
- Quinestrol - Estrógeno
- Quinfamida - Amebicida
- Quinidina - Antiarrítmico
- Quinina - Cãibra, malária
- Quinupristina + Dalfopristina - Antibacteriano

## R
- Rabeprazol
- Racecadotrila
- Raloxifeno
- Raltitrexede
- Ramipril
- Ranelato de estrôncio
- Ranitidina
- Rasburicase
- Reboxetina
- Remifentanil
- Repaglinida
- Reserpina
- Resorcinol
- Reteplase
- Reviparina
- Ribavirina
- Riboflavina
- Rícino
- Rifabutina
- Rifamicina
- Rifampicina
- Rilmenidina
- Riluzol
- Rimexolona
- Rimonabanto
- Risedronato
- Risperidona
- Ritodrina
- Ritonavir
- Rituximabe
- Rivastigmina
- Rizatriptano
- Rofecoxibe
- Ropinirol
- Ropivacaína
- Roquitamicina
- Rosiglitazona
- Rosuvastatina
- Roxatidina
- Roxitromicina
- Rufloxacina
- Rupatadina
- Rutosídeo

## S
- Sais biliares
- Salbutamol
- Salicílico, ácido
- Salmeterol
- Saquinavir
- Secnidazol
- Selegilina
- Selênio
- Selenioso, ácido
- Serenoa repens
- Sertaconazol
- Sertralina
- Sevoflurano
- Sibutramina
- Sildenafila
- Silimarina
- Sinvastatina
- Sirolimus
- Sitaxentano
- Sobrerol
- Sódio, benzoato
- Sódio, citrato
- Sódio, fenilacetato
- Sódio, hialuronato

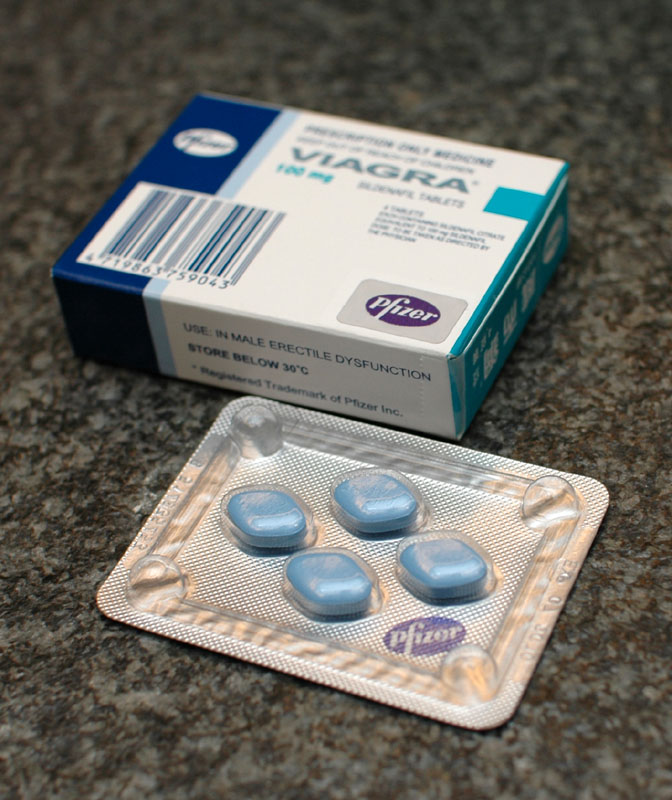
Viagra

- Sugammadex - Agente seletivo de ação relaxante (SRBA)
- Somatostatina
- Somatropina
- Sorafenibe - Carcinoma hepatocelular
- Sorbitol
- Sotalol
- Sucralfato
- Sufentanila
- Sulbactam
- Sulbutiamina
- Sulconazol
- Sulfacetamida
- Sulfadiazina
- Sulfadoxina + pirimetamina
- Sulfametizol + fenazopiridina
- Sulfametoxazol + trimetoprima
- Sulfanilamida
- Sulfasalazina
- Sulfiram
- Sulfisoxazol
- Sulfoguaiacol
- Sulindaco
- Sulodexida
- Sulpirida
- Sultamicilina
- Sumatriptana
- Suprofeno - Anti-inflamatório
- Suxametônio, cloreto

## T
- Tacalcitol
- Tacrina
- Tacrolimo
- Talidomida
- Talniflumato
- Tamoxifeno
- Tansulosina
- Tazaroteno
- Teclozam
- Tegafur
- Tegaserode
- Teicoplanina
- Telitromicina
- Telmisartan
- Temozolomida
- Tenecteplase
- Teniposídeo
- Tenofovir - Antirretroviral (antiviral contra o HIV)
- Tenoxicam
- Teofilina
- Terazosina
- Terbinafina
- Terbutalina
- Terconazol
- Terfenadina
- Testosterona
- Tetrabamato
- Tetracaína
- Tetraciclina - Antibiótico pertencente à classe da tetraciclinas
- Tetracosactida
- Tetra-hidrozolina
- Tetrazepam
- Tiabendazol
- Tiagabina
- Tiamina
- Tianeptina
- Tianfenicol
- Tiaprida
- Tibolona
- Ticarcilina
- Ticlopidina
- Tietilperazina
- Timolol
- Timomodulina
- Timostimulina
- Tinidazol
- Tinzaparina sódica
- Tiocolchicosídeo
- Tioconazol
- Tióctico, ácido
- Tioguanina
- Tiopental - indutor rápido em anestesias
- Tioridazina
- Tiotepa
- Tiotrópio
- Tirofiban
- Tizanidina
- Tobramicina
- Tocoferol
- Tolazamida
- Tolbutamida
- Tolcapone
- Tolciclato
- Tolmetina
- Tolnaftato
- Tolrest
- Tolterodina
- Topiramato
- Topotecano
- Torasemida
- Toremifeno
- Toxina botulínica A
- Toxoide diftérico
- Toxoide tetânico
- Tramadol
- Trandolapril
- Tranexâmico
- Tranilcipromina
- Trastuzumabe
- Travoprosta
- Trazodona
- Tretinoína
- Triancinolona
- Triazolam
- Triclosana
- Triexifenidil
- Trifluoperazina
- Trifluridina
- Triflusal
- Trimebutina
- Trimetazidina
- Trimetoprima
- Trimipramina
- Trioxsaleno
- Triprolidina
- Triptorrelina
- Trofosfamida
- Troglitazona
- Tromantadina
- Trombina
- Tropicamida
- Tropisetrona
- Tróspio
- Trovafloxacina
- Troxerrutina
- Tubocurarina

## U
- Undecilênico, ácido - Antifúngico de uso tópico
- Unoprostona - Anti-hipertensivo oftálmico
- Urapidil - Vasodilatador
- Ureia - Diurético
- Uridina - Reconstituinte neuronal
- Urofolitropina - Hormônio
- Uroquinase - Trombolítico
- Ursodesoxicólico, ácido - Antilitíasico

## V
- Vacina antiestafilocócica - Imunizante contra estafilococos
- Vacina anti-hepatite A - Imunizante contra hepatite A
- Vacina antimeningocócica - Imunizante contra meningococos
- Vacina contra febre amarela - Imunizante conta febre amarela
- Valaciclovir - Antiviral
- Valdecoxibe - Analgésico
- Valepotriatos - Sedativo
- Valeriana - Hipnótico e sedativo
- Valganciclovir - Antiviral
- Valproico, ácido - Anticonvulsivante
- Valsartana - Anti-hipertensivo
- Vancomicina - Antibacteriano
- Varfarina - Anticoagulante
- Vecurônio - Bloqueador neuromuscular
- Venlafaxina - Antidepressivo
- Veraliprida - Climatério
- Verapamil - Anti-hipertensivo
- Vidarabina - Antiviral
- Vigabatrina - Antiepilético
- Vimblastina - Antineoplásico
- Viminol - Analgésico
- Vimpocetina - Vasodilatador
- Vincamina - Ativador cerebral
- Vincristina - Antineoplásico
- Vindesina - Antineoplásico
- Vinorelbina - Antineoplásico
- Vitamina A - Nutriente

## X
- Xilometazolina - Descongestionante
- Xipamida - Diurético

## Z
- Zafirlucaste - Antiasmático
- Zalcitabina - Antirretroviral (antiviral contra o HIV)
- Zaleplona - Hipnótico
- Zanamivir - Antiviral
- Zidovudina - Antiviral sistêmico
- Zinco - Adstringente
- Ziprasidona - Antipsicótico
- Zoledrônico, ácido - Inibidor da reabsorção osteoclástica
- Zolmitriptano - Antienxaquecoso (ver enxaqueca)
- Zolpidem - Hipnótico não benzodiazepínico
- Zopiclona - Hipnótico não benzodiazepínico
- Zotepina - Antipsicótico
- Zuclopentixol - Neuroléptico